# Tangled Up Tour
Tangled Up Tour – czwarta trasa koncertowa brytyjskiego girlsbandu Girls Aloud. Koncerty zaczęły się 3 maja 2008 w irlandzkim mieście Belfast, a zakończyły się w Birmingham 4 czerwca 2008. Wersja wakacyjna trwała od 4 lipca 2008 do 29 sierpnia 2008. W odróżnieniu od edycji wiosennej, edycja wakacyjna nie posiadała w swoim repertuarze piosenki Fling, a także miała tylko 2 rodzaje strojów (w edycji zwykłej jest ich 5).
Dziewczyny w ramach koncertów wystąpiły także w V Festival, tak jak to miało miejsce po trasie koncertowej Chemistry Tour w 2006 roku.

## Daty

### Edycja zwykła
- 3 maja 2008 – Belfast Odyssey
- 4 maja 2008 – Belfast Odyssey
- 5 maja 2008 – Belfast Odyssey
- 7 maja 2008 – Glasgow Scottish Exhibition and Conference Centre
- 8 maja 2008 – Glasgow Scottish Exhibition and Conference Centre
- 10 maja 2008 – Bournemouth International Centre
- 11 maja 2008 – Bournemouth International Centre
- 13 maja 2008 – The Brighton Centre
- 14 maja 2008 – The Brighton Centre
- 16 maja 2008 – London O2 Arena
- 17 maja 2008 – London O2 Arena
- 18 maja 2008 – Cardiff International Arena
- 20 maja 2008 – Nottingham Arena
- 21 maja 2008 – Sheffield Arena
- 23 maja 2008 – Birmingham National Indoor Arena
- 24 maja 2008 – Newcastle Metro Radio Arena
- 25 maja 2008 – Newcastle Metro Radio Arena
- 27 maja 2008 – Aberdeen Exhibition and Conference Centre
- 28 maja 2008 – Aberdeen Exhibition and Conference Centre
- 30 maja 2008 – Liverpool Echo Arena
- 31 maja 2008 – Manchester Evening News Arena
- 1 czerwca 2008 – Manchester Evening News Arena
- 3 czerwca 2008 – Cardiff International Arena
- 4 czerwca 2008 – Birmingham National Exhibition Centre

### Edycja wakacyjna
- 4 lipca 2008 – Warwick Castle
- 17 lipca 2008 – Sandown Park
- 18 lipca 2008 – Newmarket Racecourse
- 25 lipca 2008 – Edinburgh Castle
- 27 lipca 2008 – Osborne House, Isle of Wight
- 3 sierpnia 2008 – Pop in the Park, Dorfold Park, Cheshire
- 16 sierpnia 2008 – V Festival, Weston Park
- 17 sierpnia 2008 – V Festival, Hylands Park
- 23 sierpnia 2008 – Battle Abbey
- 24 sierpnia 2008 – Beamish Hall, Durham ODWOŁANY
- 29 sierpnia 2008 – Harewood House
- 14 września 2008 – Bowood House, Calne ODWOŁANY

## Lista utworów

### Edycja zwykła
- Video Intro (Czarny, Niebieski i Biały Strój)

- - 01. Sexy! No No No...
  - 02. Girl Overboard
  - 03. Sound of the Underground
  - 04. Close To Love

- Zmiana Stroju (Czarny Kabaretowy Strój)

- - 05. Can’t Speak French
  - 06. Love Machine
  - 07. Black Jacks
  - 08. Biology

- Zmiana Stroju (Różno Kolorowy Strój Wakacyjny)

- - 09. Whole Lotta History
  - 10. With Every Heartbeat(Robyn cover)
  - 11. I’ll Stand by You

- Zmiana Stroju (Złote Sukienki)

- - 12. Fling
  - 13. Push It (Salt N Pepa cover)
  - 14. Wake Me Up
  - 15. Walk This Way
  - 16. Control Of The Knife/Trick Me (Kelis cover)
  - 17. Call the Shots
  - 18. Jump

- Zmiana Stroju (Neonowa Lycra)

- - 19. Something Kinda Ooooh

### Edycja wakacyjna
(Czarny, Niebieski i Biały Strój)
- - 1.Sexy! No No No...
  - 2.Girl Overboard
  - 3.Sound of the Underground
  - 4.Close To Love

- Zmiana Stroju (Złote Sukienki)

- - 5.Can’t Speak French
  - 6.Love Machine
  - 7.Black Jacks
  - 8.Biology
  - 9.Whole Lotta History
  - 10.With Every Heartbeat (Robyn Cover)
  - 11.I’ll Stand by You
  - 12.Push It (Salt N Pepa Cover)
  - 13.Wake Me Up
  - 14.Walk This Way
  - 15.Control of the Knife/ Trick Me (Kelis Cover)
  - 16.Call The Shots
  - 17.Jump
  - 18.Something Kinda Ooooh

### V Festival
(Czarny Strój)
- - Sexy! No No No...
  - Sound of the Underground
  - Can’t Speak French
  - Love Machine
  - Biology
  - With Every Heartbeat
  - Push It
  - Wake Me Up/Walk This Way
  - Call The Shots
  - Jump
  - Something Kinda Ooooh

## Live The O2 Arena
Koncert został nagrany podczas występu w O2 Arena 17 maja 2008 roku. Wydany został na DVD i Blu-Rays 27 października 2008. Do koncertu dołączone są również trzy teledyski do singli z albumu "Tangled Up" czyli Sexy! No No No..., Call the Shots oraz Can’t Speak French, a także materiał zza kulis.